# Сільві Юнґ Анротен
Сільві Юнґ Анротен (фр. Sylvie Jung Henrotin; 10 липня 1904 — 15 грудня 1970) — колишня французька тенісистка.
Найвищим досягненням на турнірах Великого шолома були фінали в парному та змішаному парному розрядах.

## Фінали турнірів Великого шлему

### Парний розряд: 4 (4 поразки)
| Результат | Рік  | Турнір               | Покриття | Партнерка       | Суперниці                   | Рахунок       |
| --------- | ---- | -------------------- | -------- | --------------- | --------------------------- | ------------- |
| Поразка   | 1928 | Чемпіонат Франції    | Ґрунт    | Сюзан Деве      | Ейлін Беннетт Фібі Голкрофт | 0–6, 2–6      |
| Поразка   | 1933 | Чемпіонат Франції    | Ґрунт    | Колетт Розамбер | Сімонн Матьє Елізабет Раян  | 1–6, 3–6      |
| Поразка   | 1933 | Вімблдонський турнір | Трава    | Дороті Ендрюс   | Сімонн Матьє Елізабет Раян  | 3–6, 3–6      |
| Поразка   | 1937 | Чемпіонат Франції    | Ґрунт    | Дороті Ендрюс   | Сімонн Матьє Біллі Йорк     | 6–3, 2–6, 2–6 |

### Мікст: 3 (3 поразки)
| Результат | Рік  | Турнір            | Покриття | Партнерка         | Суперниці                  | Рахунок        |
| --------- | ---- | ----------------- | -------- | ----------------- | -------------------------- | -------------- |
| Поразка   | 1935 | Чемпіонат Франції | Ґрунт    | Андре Мартен-Леже | Лолетт Пайо Марсель Бернар | 6–4, 2–6, 4–6  |
| Поразка   | 1936 | Чемпіонат Франції | Ґрунт    | Андре Мартен-Леже | Біллі Йорк Марсель Бернар  | 5–7, 8–6, 3–6  |
| Поразка   | 1937 | Чемпіонат США     | Трава    | Ївон Петра        | Сара Палфрі Дон Бадж       | 2–6, 10–8, 0–6 |

## Часова шкала турнірів Великого шлему
| W | Ф | ПФ | ЧФ | #Р | КТ | К# | DNQ | A | NH |

### Одиночний розряд
| Турнір                                 | 1928  | 1929  | 1930  | 1931  | 1932  | 1933  | 1934  | 1935  | 1936  | 1937  | 1938  | 1939  | 1940  | Career SR |
| -------------------------------------- | ----- | ----- | ----- | ----- | ----- | ----- | ----- | ----- | ----- | ----- | ----- | ----- | ----- | --------- |
| Відкритий чемпіонат Австралії з тенісу |       |       |       |       |       |       |       |       |       |       |       |       |       | 0 / 0     |
| Відкритий чемпіонат Франції з тенісу   | 2р    | ЧФ    | 1р    | 3р    | 3р    | 3р    | 2р    | ЧФ    | ЧФ    | ЧФ    | ЧФ    |       |       | 0 / 11    |
| Вімблдонський турнір                   |       |       | 1р    |       |       | 4р    | 3р    | 2р    | 3р    | 2р    | 2р    | 4р    |       | 0 / 8     |
| Відкритий чемпіонат США з тенісу       |       |       |       |       |       |       |       |       |       | 1р    | 1р    |       |       | 0 / 2     |
| SR                                     | 0 / 1 | 0 / 1 | 0 / 2 | 0 / 1 | 0 / 1 | 0 / 2 | 0 / 2 | 0 / 2 | 0 / 2 | 0 / 3 | 0 / 3 | 0 / 1 | 0 / 0 | 0 / 21    |

### Парний розряд
| Турнір                                 | 1928  | 1929  | 1930  | 1931  | 1932  | 1933  | 1934  | 1935  | 1936  | 1937  | 1938  | 1939  | 1940  | Career SR |
| -------------------------------------- | ----- | ----- | ----- | ----- | ----- | ----- | ----- | ----- | ----- | ----- | ----- | ----- | ----- | --------- |
| Відкритий чемпіонат Австралії з тенісу |       |       |       |       |       |       |       |       |       |       |       |       |       | 0 / 0     |
| Відкритий чемпіонат Франції з тенісу   | Ф     | ПФ    | ЧФ    | ПФ    | 2р    | Ф     | ПФ    | ПФ    | ЧФ    | Ф     | 2р    |       |       | 0 / 11    |
| Вімблдонський турнір                   |       |       | ПФ    |       |       | 3р    | Ф     | 3р    | ПФ    | ПФ    | ПФ    | 1р    |       | 0 / 8     |
| Відкритий чемпіонат США з тенісу       |       |       |       |       |       |       |       |       | ПФ    | 3р    | ЧФ    | ПФ    | ЧФ    | 0 / 5     |
| SR                                     | 0 / 1 | 0 / 1 | 0 / 2 | 0 / 1 | 0 / 1 | 0 / 2 | 0 / 2 | 0 / 2 | 0 / 3 | 0 / 3 | 0 / 3 | 0 / 2 | 0 / 1 | 0 / 24    |